# جاو (وحدة)
جاو (بالإنجليزية: Jow)‏، وتسمى أيضًا يعقوب، هي وحدة طول كانت تستخدم في الهند قديماً، تساوي تقريبًا 0.25 بوصة، أي (حوالي 0.63 سم). أصبحت الوحدة من الوحدات التي عفا عليها الزمن بعد تعميم القياس المتري في الهند في منتصف القرن العشرين.

## اقرأ أيضاً
- قائمة وحدات القياس المعتادة في جنوب آسيا